# Вахид Селимовић
Вахид Селимовић (Луксембург, 3. април 1997) је луксембуршки фудбалер који игра на позицији одбрамбеног играча.